# Río Ariguanabo
El río Ariguanabo es un curso fluvial cubano que recorre 11 km del oeste de la isla. Nace en la Laguna de Ariguanabo, San Antonio de los Baños, en la provincia de Artemisa y desemboca en el Golfo de Batabanó. 
Su nombre designa el gentilicio de los habitantes de San Antonio de los Baños, los así llamados "ariguanabenses". 
La aparición de lugares como la taberna "Tío Cabrera"—1775—, los baños de recreo en "La Represa" -1839-, zonas de venta, acopios y recreación en el Río San Antonio fomentaron el crecimiento de la Villa. Eran puntos de paso obligatorio para monteros, tabaqueros, muleros y lancheros (remeros) comerciantes, vacacionistas que venían de Vuelta Abajo, Govea, La Habana.  
El comercio del tabaco, pieles de ganado que se promovió entre los predios de Govea, Cayo la Rosa y la Villa de San Antonio de los Baños generó un mercado que propició con los años el desarrollo poblacional de toda la zona y el florecimiento de Cayo la Rosa y la posterior construcción de la Hilandería de Ariguanabo.  
Después del triunfo de la insurrección armada en la década del 60 se comenzó un proceso de intervención de las tierras, desmonte de arboledas y fincas que se dedicaban al cultivo de: tabaco, hortalizas, carne de res, pieles y leche dando como resultado un “auge” y la posterior depauperación de toda la zona. 
Actualmente el río de San Antonio de los Baños se encuentra represado en ambos extremos lo que provoca la estancación de sus aguas y su contaminación. 